# Джарні Реджіні-Моран
Джарні Реджіні-Моран (2 серпня 1998 , Грейт-Ярмутd, Східна Англія ) — британський гімнаст, чемпіон світу та Європи.

## Результати на турнірах
| Рік  | Змагання           | КБ | ІБ | Вільні вправи | Кінь | Кільця | Опорний стрибок | Паралельні бруси | Перекладина |
| ---- | ------------------ | -- | -- | ------------- | ---- | ------ | --------------- | ---------------- | ----------- |
| 2019 | Європейські ігри   |    | 13 | 2             |      |        | 6               |                  |             |
| 2019 | Чемпіонат світу    | 5  | 44 | 15            | 123  | 84     | 15              | 113              | 64          |
| 2021 | Чемпіонат Європи   |    |    |               |      |        | 3               |                  |             |
| 2021 | Олімпійські ігри   | 4  | 23 | 12            | 65   | 42     | 15              | 20               | 44          |
| 2022 | Ігри Співдружності | 1  |    | 3             |      |        | 2               | 2                |             |
| 2022 | Чемпіонат Європи   | 1  |    | 7             |      |        |                 | 3                |             |
| 2022 | Чемпіонат світу    | 3  |    | 1             | 28   |        | 19              |                  | 138         |